# Embrach Mustangs
 (février 2023).
Si vous disposez d'ouvrages ou d'articles de référence ou si vous connaissez des sites web de qualité traitant du thème abordé ici, merci de compléter l'article en donnant les références utiles à sa vérifiabilité et en les liant à la section « Notes et références ».
Le club des Embrach Rainbows est un club suisse de baseball situé à Embrach. Le club compte environ 120 membres.

## Histoire
Le club est fondé en 1988 sous le nom de BTE Rainbows. Il participe au 1er groupe de la  1re Ligue en 1991 et 1992, puis à la 1re Ligue en 1993 et 1994. Il monte ensuite en LNB où il évolue de 1995 à 1997. Il accède ensuite à la LNA, la première division du championnat de Suisse, et y joue de 1998 à 2003. Dernier de la LNA en 2003, le club descend en LNB, mais obtient sa remontée en 2006 après avoir battu en play-offs le club de LNA des Wil Devils.